# Melaab (Tissemsilt)
Melaab (în arabă ملعب) este o comună din provincia Tissemsilt, Algeria.
Populația comunei este de 3.447 de locuitori (2008).